# Balthasar Waltl

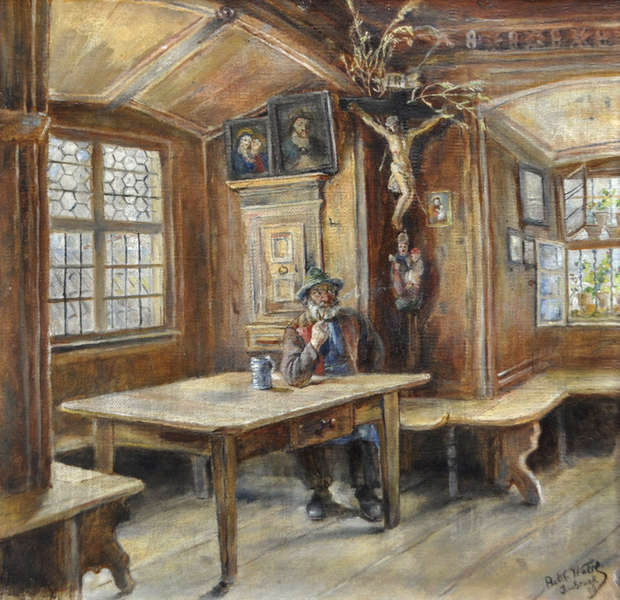
Tiroler Stube (1906)

Balthasar Waltl (* 3. März 1858 in Kirchdorf in Tirol; † 9. Juni 1908 in Innsbruck) war ein österreichischer Porträt-, Historien- und Kirchenmaler.
Balthasar Waltl besuchte die Kunstgewerbeschule in Innsbruck bei Michael Stolz und Caspar Jele und setzte sein Studium ab dem 9. April 1877 an der Königlichen Akademie der Künste in München bei Alois Gabl und Otto Seitz fort.
1890 heiratete er Anna Mayr und erwarb das Anwesen „Rennfeld“ in Kitzbühel. 1894 erbaute er die „Villa Waltl“ in der Bahnhofstraße.
Waltl beschäftigte sich hauptsächlich mit der Kirchen-, Porträt- und Landschaftsmalerei sowie mit der Restaurierung der Werke alter Meister, wie z. B. der Fresken von Simon Benedikt Faistenberger in der Pfarrkirche in Ellmau. Er malte auch eine Reihe von Altarbildern. In der Pfarrkirche Hopfgarten im Brixental schuf Waltl von 1891 bis 1893 im Rahmen der Kirchenrenovierung Bilder mit Heiligendarstellungen über dem Hochaltar.
Waltl zeigte seine Werke u. a. auf der Tiroler Landesausstellung 1893 und auf der Weltausstellung in St. Louis.
Balthasar Waltl wohnte ab 1902 in Innsbruck und wurde im Innsbrucker Westfriedhof begraben.
In seinem Geburtsort Kirchdorf in Tirol wurde der Balthasar-Waltl-Weg nach ihm benannt.